# Bison latifrons
Bison latifrons, або бізон широколобий — викопний вид ссавців роду Бізон (Bison) родини Бикові (Bovidae). Мешкав у Північній Америці в плейстоцені. Вид виник близько 240 тис. років тому та вимер 20—30 тис. років. Вважається, що вид утворився від бізона степового (Bison priscus), який 250 тис. років тому мігрував з Азії через Беринговий перешийок.

## Опис

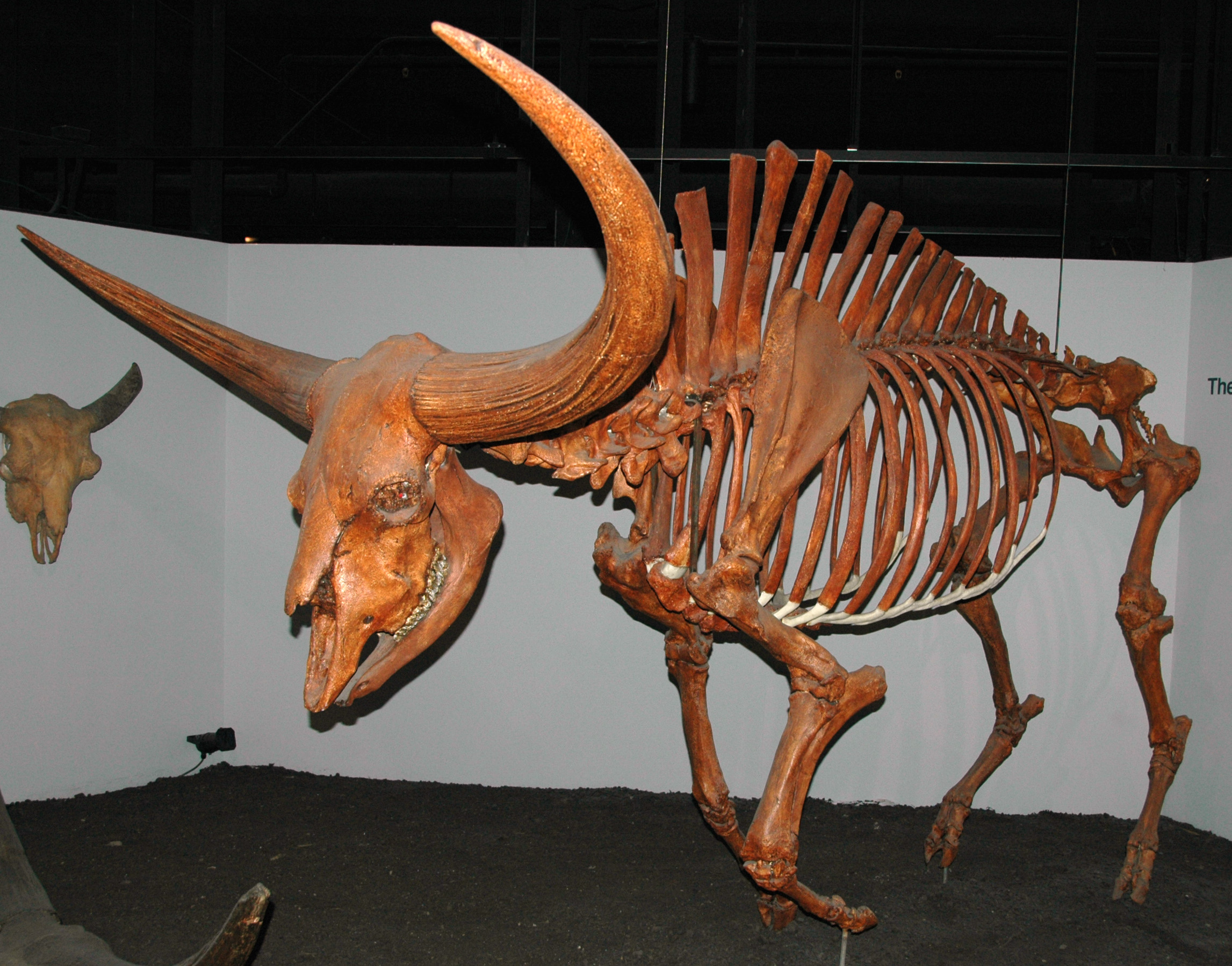
Скелет Bison latifrons, Музей природознавства та науки Цинциннаті

Bison latifrons є одним із найбільших бикових, що коли-небудь існував. В холці він сягав 2,5 м заввишки, вага досягала 2000 кг. Роги були завдовжки 213 см, у порівнянні з максимальними 66 см у сучасного бізона американського.
Череп короткий з дуже широким чолом, лобова поверхня опукла у формі трапеції, міжроговий гребінь не розвинений. Рогові відростки великої довжини, направлені в сторони під кутом і дещо донизу, потім орієнтовані вгору і назад, закінчення рогових чохлів загинаються всередину. Поперечний перетин рогів майже круглий, з поздовжніми борозенками. Лицевий відділ черепа трохи вкорочений і конусоподібно загострений.

## Спосіб життя
Широколобий бізон мав зубний апарат, пристосований до змішаного живлення м'якими трав'янистими кормами й міг переносити досить тривалі періоди нестачі їжі в зимовий час завдяки жировим запасам. Очевидно, в цей період він, подібно сьогоднішнім бізонам, був здатний добувати корм з-під снігу.
В. latifrons, як вважають, жив невеликими сімейними групами, пасучись на Великих рівнинах і лісових галявинах Північної Америки. Великі, товсті роги самців, як вважають, використовувались як візуальний стримувальний фактор для великих м'ясоїдних, таких як шаблезубий кіт та короткомордий ведмідь, а також у змаганні з іншими самцями за право паруватися.